# Виборчий округ 126
Виборчий округ 126 — виборчий округ у Львівській області. В сучасному вигляді був утворений 28 квітня 2012 постановою ЦВК №82 (до цього моменту існувала інша система виборчих округів). Окружна виборча комісія цього округу розташовується в будівлі Стрийської міської ради за адресою м. Стрий, вул. Шевченка, 71.
До складу округу входять міста Моршин і Стрий, а також Жидачівський і Стрийський райони. Виборчий округ 126 межує з округом 123 на півночі, з округом 85 на сході, з округом 86 на півдні, з округом 125 на південному заході та з округом 121 на заході. Виборчий округ №126 складається з виборчих дільниць під номерами 460298-460418, 461436-461461, 461463-461475, 461477-461504, 461744-461745 та 461779-461807.

## Народні депутати від округу
| Ім'я                     | Фото | Партія               | Скликання | Дата набуття повноважень | Дата припинення повноважень |
| ------------------------ | ---- | -------------------- | --------- | ------------------------ | --------------------------- |
| Канівець Олег Леонідович |      | Батьківщина          | 7-ме      | 12 грудня 2012           | 27 листопада 2014           |
| Кіт Андрій Богданович    |      | Блок Петра Порошенка | 8-ме      | 27 листопада 2014        | 29 серпня 2019              |
| Кіт Андрій Богданович    |      | самовисуванець       | 9-те      | 29 серпня 2019           |                             |

## Результати виборів

### Парламентські

#### 2019
Кандидати-мажоритарники:
- Кіт Андрій Богданович (самовисування)
- Гергерт Андрій Валерійович (Свобода)
- Наконечний Володимир Михайлович (Слуга народу)
- Канівець Олег Леонідович (Громадянська позиція)
- Гаврон Володимир Іванович (Голос)
- Гірник Євгеній Володимирович (самовисування)
- Карпінська Ірина Ярославівна (Українська партія)
- Филик Олег Зеновійович (самовисування)
- Загородний Василь Іванович (самовисування)
- Калин Мар'ян Миронович (Народний рух України)
- Кушина Ростислав Ігорович (самовисування)
- Кулак Володимир Антонович (самовисування)
- Турко Олег Мирославович (самовисування)

#### 2014
Кандидати-мажоритарники:
- Кіт Андрій Богданович (Блок Петра Порошенка)
- Гергерт Андрій Валерійович (самовисування)
- Кміть Микола Іванович (Самопоміч)
- Ярощук Олександр Анатолійович (Народний фронт)
- Козак Роман Васильович (Батьківщина)
- Римарська Руслана Юріївна (самовисування)
- Новоженець Ростислав Павлович (Радикальна партія)
- Роман Василь Русланович (Заступ)
- Миськів Юрій Петрович (самовисування)
- Сидоренко Олександр Нестерович (Комуністична партія України)

#### 2012
Кандидати-мажоритарники:
- Канівець Олег Леонідович (Батьківщина)
- Кіт Андрій Богданович (УДАР)
- Тенюх Ігор Йосифович (самовисування)
- Канівець Сергій Миколайович (самовисування)
- Осташ Ігор Іванович (самовисування)
- Загородний Василь Іванович (Партія регіонів)
- Сидоренко Олександр Нестерович (Комуністична партія України)
- Семенюк Анна Богданівна (Наша Україна)
- Михайлишин Петро Степанович (самовисування)
- Гурський Володимир Сергійович (Українська партія «Зелена планета»)
- Рябошапко Василь Іванович (Нова політика)
- Муряш Андрій Богданович (Народна партія)

## Явка
Явка виборців на окрузі: